# Waldemar Schmettau
Woldemar (eller Waldemar) Hermann rigsgreve von Schmettau (26. maj 1719 i Dresden – 24. oktober 1785 i Plön) var en tysk adelig officer, kommanderende general i Norge og forfatter af antikirkelige skrifter.

## Familie og tidlig karriere
Schmettau blev født i Dresden. Hans forældre var preussisk kammerherre Carl Friedrich rigsfriherre von Schmettau til Holdorf (fætters søn af Friedrich Wilhelm von Schmettau) og Hedwig født baronesse Løvendal (1695-1725), datter af baron Woldemar Løvendal. Schmettaus fædrene slægt, der 1742 blev rigsgrevelig, stammede oprindelig fra Ungarn og havde på den tid endnu et vist kosmopolitisk præg; det samme var som bekendt tilfældet med hans mødrene slægt, og det kom ligeledes til at gælde ham selv. På mødrende side nedstammede han fra Frederik III af Danmark
Han studerede en tid lang ved universitetet i Leipzig, men fik i øvrigt sin opdragelse og uddannelse dels ved "de sachsiske Augusters galante Hof", dels ved den franske armé, hvor han under marechallerne Moritz af Sachsen og Ulrik Frederik Woldemar Løvendal (Schmettaus morbroder) deltog i flere felttog. Han var på denne måde blevet en ualmindelig vel instrueret officer, teoretisk og praktisk; han havde erhvervet sig en betydelig almindelig dannelse og nærede levende interesse for videnskab og kunst; i religiøs henseende var han erklæret fritænker, i moralsk henseende var hans principper over for kvindekønnet fuldstændig løse, men i andre retninger var han en ærekær og samvittighedsfuld mand. Han blev også i denne periode frimurer, muligvis optaget i en loge i Berlin.

## Officer i Danmark
Straks efter Frederik 5.’s tronbestigelse 1746 fik Schmettau ansættelse i den danske hær som oberst for livregiment til hest. Hans forgænger, grev Ludwig Casimir von Isenburg-Büdingen, havde vanrøgtet regimentet, og der var derfor nok at tage fat på for Schmettau; desuden blev han benyttet til særlige hverv, således ved udarbejdelsen af et nyt eksercerreglement for rytteriet, og fik gentagende tilladelse og til dels kongelig understøttelse til at overvære felttog ved fremmede hære. 1748 blev han kammerherre, 1753 generalmajor, 1757 æresmedlem af Kunstakademiet, i hvilken anledning han holdt en fransk tale, der samme år blev trykt, 1759 generalløjtnant; men sidstnævnte år trådte han ud af dansk tjeneste for at tage del i Syvårskrigen. 3 år efter kom Schmettau tilbage; den danske hær stod da i Holsten, beredt til at imødegå et russisk angreb.

## Krigen med Rusland og hærens organisator
Overgeneralen, feltmarskal grev Saint-Germain, gav Schmettau kommando over en division, bestående af 4 norske regimenter og de nyoprettede
"lette" afdelinger, og betroede ham under marchen ind i Mecklenburg sikringen af hærens højre flanke. Men, som bekendt, på grund af zar Peter 3.’s død endte krigen uden sværdslag.
Schmettau var på den tid højt anskreven hos Saint-Germain. Han blev i januar 1764 udnævnt til general til hest og kommanderende general i Norge, og da der i april samme år blev oprettet et særligt norsk "Krigsdirektorium", blev han tillige formand i dette. Den første og vigtigste opgave, der blev stillet direktoriet, var at udarbejde en plan til omordning af den norske hær efter Saint-Germains principper. At Schmettau i alt væsentligt har billiget disse, fremgår bl.a. deraf, at en stor del af dem går igen i hans søn Woldemar Friedrich Schmettaus Patriotische Gedanken über stehende Heere. Men Schmettau var langt mere opportunist end marskallen; han forstod nødvendigheden af at tage hensyn til det overleverede og de stedlige omstændigheder, og han fik derfor sat igennem, at der ved den i sommeren 1765 givne "Kompositionsplan" ikke blev foretaget så store indskrænkninger i den norske hærs nationale del, som Saint-Germain havde ønsket.
I Anledning af omorganisationen blev der foretaget en del afskedigelser, hvad der til en vis grad skal have skadet den popularitet, som Schmettau ellers kunne glæde sig ved i hæren og sikkert også fortente. Som eksempler på hans bestræbelser for at fremme den norske hærs udvikling skal blot nævnes, at han både i økonomisk og videnskabelig henseende bragte den længe forsømte "mathematiske Skole" i Christiania på fode igen, og at han 1765-66 i Christiania udgav det første krigsvidenskabelige tidsskrift i de nordiske riger (Militærisk Bibliothek).
I privatlivet var Schmettau den elskværdige verdensmand, også over for den borgerlige del af befolkningen. Han indtrådte som medlem af Videnskabernes Selskab i Trondhjem og skaffede det prædikat af "kongeligt". Han gav stødet til opførelsen af dramatiske forestillinger i Christiania og virkede til at give det selskabelige liv i denne stad et højere sving. Han tog sig i agt for at vække forargelse ved åbenlyst at lægge sine "kætterske" meninger for dagen og tog derfor del i den offentlige gudstjeneste. Kort sagt, han søgte på enhver måde at give den norske nation beviser på den sympati og agtelse, som efter hans eget sigende var indpodet ham, fra han var barn. Og nordmændene havde så meget lettere ved at gengælde disse følelser, som Schmettau jo i meget måtte minde dem om sin morfader Ulrik Frederik Valdemar Løvendal og sin oldefader Ulrik Frederik Gyldenløve; har Schmettau, hvad nok kan være, ikke lagt bånd på sin kvindekærhed, så havde disse jo ikke været bedre. Også efter at Schmettau havde måttet forlade Norge, bevarede han sin varme interesse for dette land.

## Fratrædelse fra posten i Norge
Kun 3 år forblev Schmettau i sin høje stilling. I begyndelsen af 1767 havde han et skarpt sammenstød med danske Kancelli i en sag vedrørende Frederiksstads genopbyggelse efter en stor ildebrand. Schmettau begik her et formelt overgreb mod "Kongens Højhed", og man har ment, at hans holdning i denne sag var aledningen til, at han måtte gå af 14. april 1767. Den virkelige grund var dog sikkert den, at han var kommet i et skævt forhold til Saint-Germain, der en måned forud for anden gang var kommen til roret. Marskallen kunne ikke finde sig i den uforbeholdenhed og fasthed, hvormed Schmettau, der på sin side blev ved at høre til hans ivrigste beundrere, forfægtede, hvad han anså for rigtigt; og især kom dette frem, da Saint-Germain nu var bestemt på at gennemføre sine planer om en grundig reduktion af den norske nationalmilits. Det må være dette, Schmettau sigter til, når han senere i et brev til kongen skriver, at han foretrak at fratræde generalkommandoen i Norge frem for at handle mod sin overbevisning.
Det lader også til, at grev Rantzau-Ascheberg, der ubegribeligvis havde forstået at vinde marskallens tillid, har intrigeret mod Schmettau, og da Rantzau nu fik Schmettaus post, skal denne have sendt ham en udfordring; men på en ret behændig, måde undgik Rantzau duellen.
Schmettaus militære løbebane var hermed endt. Hvis der, som der siges, senere har været forhandlet med ham om at overtage kommandoen over den venetianske hær, førte det i alt fald ikke til noget.

## Fritænkerisk forfattervirksomhed
"Han var en brav General, ja, den eneste, vi havde, aktiv og ærlig," skriver Peter Frederik Suhm i anledning af Schmettaus afskedigelse, og denne mening deltes af mange. For øvrigt gik han af med en rundelig pension og fik den gæld, han havde gjort i Christiania, betalt. Kongen lod ham tilkendegive sin "fulde Tilfredshed" med hans tjeneste og gav ham, der 1763 var bleven hvid ridder, endog løfte om Elefantordenen. Thi skønt Christian 7. havde ladet ham "springe" som så mange andre, følte han sig tiltalt af Schmettau—mindre dog af hans solide egenskaber, end af hans åndrighed og frie ideer. Disse ideer havde selvfølgelig ingen heldig indflydelse på Christian 7.’s ubefæstede sind, og formodentlig efter J.H.E. Bernstorffs forlangende blev det derfor betydet Schmettau, at kongen ønskede, at han skulle forlade hoffet. Han bosatte sig nu i Plön, hvor han sysselsatte sig med religiøse og filosofiske spekulationer -- bl.a. studerede han Bibelen i grundsprogene -- og 1771 lod trykke det "eneste ugudelige Skrift", som blev fremkaldt ved Johann Friedrich Struensees trykkefrihed: Blätter, aus Liebe zur Wahrheit geschrieben. Især påvirket af de engelske deister, hvorimod han tager afstand fra Voltaire, nærmede han sig til det standpunkt, som David Friedrich Strauss indtog langt inde i det 19. århundrede.
Skriftet var ikke trykt færdigt, endsige falbudt eller solgt, da tyske Kancelli i begyndelsen af 1772 lod Schmettau affordre en erklæring derom. Men denne holdt fast ved, at han kun var pligtig til at svare for militært værneting, og da man i et helt år ingen vegne var kommen med ham, blev sagen standset ved et kongeligt reskript. Senere skrev og uddelte han andre pjecer af lignende art. Han vedblev dog at være vel anskreven ved hoffet, og 1778 bragte han, meget mod Andreas Peter Bernstorffs ønske, den ham lovede Elefantorden med hjem fra et besøg i København. Han døde i i Plön.
27. november 1743 havde Schmettau ægtet Georgine Amalie de la Croix de Fréchapelle (født 25. februar 1716 død 1. september 1796), datter af en overstaldmester ved det britisk-hannoveranske hof. Carl Jacob Waldemar von Schmettow og Woldemar Friedrich von Schmettow var deres sønner.
Der findes et maleri af Schmettau fra 1763 (Trondhjem) og af Peder Als 1766 (på Charlottenborg). Pastel (Kindlid). Malerier bl.a. på Krigsskolen i Oslo.